# Sophie Krämer

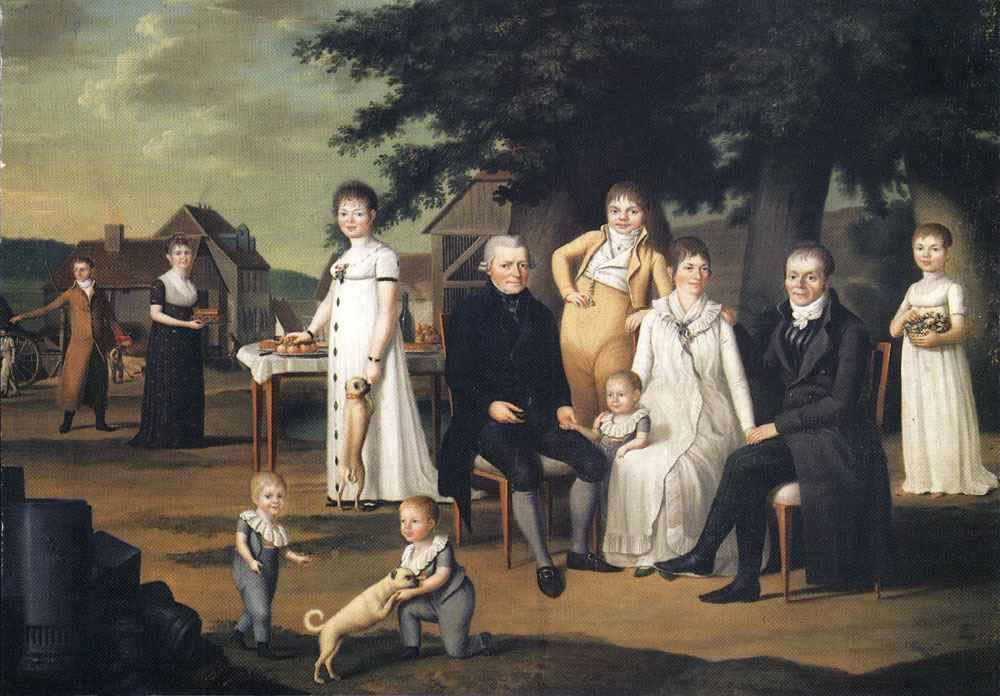
Johann Friedrich Dryander: Bildnis der Familie Krämer vor ihrem St. Ingberter Hüttenwerk (1804). Sophie ist die dritte Person von rechts.

Catharina Sophie Krämer, geb. Firmond (* 14. November 1763 in St. Johann (Saar); † 28. November 1833 in St. Ingbert) war eine deutsche Unternehmerin und Besitzerin und Leiterin eines Eisenwerkes.

## Leben und Wirken
Catharina Sophie Krämer war die Tochter des St. Johanner Gastwirts und Handelsmanns Georg Ludwig II. Firmond und Catharina Magdalena Schmidtborn, die einer alteingesessenen und wohlhabenden Saarbrücker Familie entstammte. Sie wuchs mit ihren Geschwistern in Wohlstand auf. Es ist anzunehmen, dass sie von Hauslehrern unterrichtet wurde, sie sprach fließend Französisch.
1782 heiratete sie in St. Johann den neun Jahre älteren aus Alsenborn stammenden Philipp Heinrich Krämer (1754–1803), ebenfalls Sohn eines Handelsmanns und Gastwirts. Beide waren mit den angesehenen Saarbrücker Familien Karcher und Schmidtborn verwandt. 1788 trat ihr Ehemann nach mehreren Anläufen in die Direktion des St. Ingberter Eisenwerkes ein, dessen Leitung er 1791 in eigener Regie übernahm. 1794 bezog das Paar das neu erbaute Herrenhaus auf der St. Ingberter Schmelz. Nach dem frühen Tod ihres Mannes übernahm sie 1804 stellvertretend für ihre minderjährigen Söhne Philipp Heinrich II. Kraemer, Heinrich Adolf Kraemer und Friedrich Christian Kraemer die Leitung des Eisenwerks.
Es gelang ihr, den bereits begonnenen Plan ihres Ehemannes in die Tat umzusetzen, das zuvor in Pacht betriebene St. Ingberter Eisenwerk vom früheren Grundherrn Graf Philipp von der Leyen käuflich zu erwerben. Damit war die St. Ingberter Schmelz das erste industrielle Unternehmen in der Saarregion, das in privaten Besitz überging. Ein Jahr später kaufte die Sophie Krämer das benachbarte Rentrischer Hammerwerk, den so genannten „Lottenhammer“ von der verschuldeten Unternehmerfamilie Loth, die 1733 die Alte Schmelz gegründet hatte. Krämer führte schwierige Verhandlungen mit der Generaladministration der Forste in Paris, um die Konzession zu erhalten, Holz zur Herstellung der damals noch unverzichtbaren Holzkohle schlagen zu dürfen und Erze in den St. Ingberter Waldungen zu schürfen. Außerdem baute sie die Arbeitersiedlung aus, die heute zu den ältesten Werkssiedlungen des Industriezeitalters in Deutschland zählt. Sie investierte in die Erneuerung der gewerblichen Einrichtungen auf der Schmelz.  Das heutige Erscheinungsbild der historischen Möllerhalle, die als ältestes Industriedenkmal des Saarlandes gilt, geht auf Sophie Krämer zurück. Zugleich ließ sie 1807 für sich und ihre Familie das heute noch existente neue Herrenhaus erbauen. Nach Fertigstellung der Werkssiedlung legte sie den Grundstein einer Gartenanlage, die von ihren Erben in den 1840er Jahren zu einem großzügigen Englischen Garten ausgebaut wurde.
Zu Beginn der 1820er Jahre expandierte das St. Ingberter Eisenwerk unter Krämers Leitung, indem es verschiedene Hüttenwerke in der Eifel übernahm. Als ihre drei Söhne das Erwachsenenalter erreicht hatten, zog sie sich aus der direkten Unternehmensleitung zurück, obwohl sie offiziell die Firmenleitung bis zu ihrem Tod nicht aus der Hand gab. Sie konzentrierte sich stattdessen auf die landwirtschaftlichen Belange ihres Hofguts. Auch dort war sie sehr erfolgreich, so experimentierte sie mit dem Anbau von Kartoffeln und ihrer Umwandlung in Stärkemehl. Mit diesem Engagement trug sie zur Sicherstellung der Ernährung der Landbevölkerung bei und erhielt dafür 1819 eines Belobigung des landwirtschaftlichen Vereins der Pfalz.
Ihr zu Ehren wurde in St. Ingert die Sophie-Krämer-Straße benannt.